# Гогошу (комуна, Долж)
Гогошу (рум. Gogoșu) — комуна у повіті Долж в Румунії. До складу комуни входять такі села (дані про населення за 2002 рік):
- Гогошица (317 осіб)
- Гогошу (439 осіб)
- Штефенел (273 особи)

Комуна розташована на відстані 216 км на захід від Бухареста, 37 км на захід від Крайови.

## Населення
За даними перепису населення 2002 року у комуні проживали 1029 осіб, усі — румуни. Усі жителі комуни рідною мовою назвали румунську. За віросповіданням усі жителі комуни — православні.

## Зовнішні посилання
- Дані про комуну Гогошу на сайті Ghidul Primăriilor [Архівовано 8 серпня 2011 у Wayback Machine.]